# Lobophylliidae
Lobophylliidae is een familie van neteldieren uit de klasse van de Anthozoa (bloemdieren).

## Geslachten
- Acanthastrea Milne Edwards & Haime, 1848
- Cynarina Brüggemann, 1877
- Echinomorpha Veron, 2000
- Echinophyllia Klunzinger, 1879
- Homophyllia Brüggemann, 1877
- Lobophyllia de Blainville, 1830
- Micromussa Veron, 2000
- Moseleya Quelch, 1884
- Oxypora Saville-Kent, 1871
- Parascolymia Wells, 1964
- Sclerophyllia Klunzinger, 1879
- Symphyllia Milne Edwards & Haime, 1848